# Fjälledarlinjen
Fjälledarlinjen är en utbildning som bedrivs vid Storumans folkhögskola i Västerbottens län. Genom utbildningen blir man fjälledare och guide inom friluftsbranschen. Fjälledarlinjen startade 1979 som den första i sitt slag och uppkom efter den så kallade Anarisolyckan. Utbildningens syfte blev att yrkesutbilda kompetenta guider inom friluftsliv och äventyrssporter just för att kunna undvika incidenter liknande denna olycka.
Idag sker antagning till Fjälledarlinjen vartannat år. Utbildningen är tvåårig och består av fem terminer, två höst-, två vår/vinter- samt en sommartermin. Terminerna är uppdelade i temaveckor där utbildningen till största delen bedrivs utomhus. Eleverna lär sig allt från ledarskap och meteorologi till klättring, turteknik och skidåkning. I utbildningen ingår också 9 veckors praktik, uppdelat på sex vinter- och tre sommarveckor samt ett projektarbete. 
Mellan 1979 och 2016 har det utexaminerats 23 klasser fjälledare om 13-20 elever per klass.